# Spintherophyta violaceipennis
Spintherophyta violaceipennis är en skalbaggsart som först beskrevs av Horn 1892.  Spintherophyta violaceipennis ingår i släktet Spintherophyta och familjen bladbaggar. Inga underarter finns listade i Catalogue of Life.